# Бедветтерс
Bedwetters (англ. Bedwetters) — естонський музичний гурт, створений у 2004 році в Пярну. Гурт може похвалитися перемогою в номінації Новий звук Європи на MTV Europe Music Awards 2007.

## Історія групи
Bedwetters були створені в 2004 році в Естонії за ідеєю Йозепа Ярвесаара та Міхкеля Моттуса.
Навесні 2007 року група дізналася про національний конкурс, організований Zen Mobile Phone Card, для починаючих художників, і вирішила взяти участь.  Призом для переможців цього конкурсу було створення музичного кліпу, і тому Bedwetters, які вийшли переможцями, отримали шанс зняти своє перше професійне відео на пісню Dramatic Letter to Conscience.  За цим конкурсом пішли інші, які дозволили гурту стати відомим в Естонії.
Восени 2007 року вони взяли участь у MTV Europe Music Awards, першою естонською групою в історії заходу.  Вони були номіновані в новій категорії «Новий звук Європи», в якій вони стали переможцями, отримавши широкий міжнародний відгук.
20 квітня 2009 року, після двох років виношування, у Bedwetters вийшов дебютний альбом під назвою Meet the Fucking Bedwetters, що складається з 14 треків.
У 2013 році вони оголосили, що група розпадається, і провели свій останній концерт у рідному місті Пярну 31 травня того ж року. Після 9-річної перерви Bedwetters повернулися до справи у 2022 році, випустивши три нових сингли.  Наприкінці того ж року було підтверджено їхню участь у Eesti Laul 2023, пісенному фестивалі, який обере представника Естонії на конкурсі Євробачення 2023, де вони представлять неопубліковані Monsters.

## Дискографія

### Студійні альбоми
- Meet the Fucking Bedwetters

### Сингли
- Dramatic Letter to Conscience
- So Long Nanny
- Long.Some.Distance
- Miss Hurricane
- I'm Not Alright (з Cartoon)
- Hateology (Calling Me Out)